# 稲沢盛経
稲沢 盛経（いなさわ もりつね / 源 盛経 みなもと の もりつね ）は、平安時代後期の河内源氏の武将。通称は小源太。史料では「散位源盛経」と記されることが多い。稲沢氏の祖。河内経国（源経国）の長男。弟に法印僧都蓮俊がいる。子に盛国・盛家・経家・経忠など、婿養子に資家（那須頼資の子）がいる。

## 生涯

### 源平の狭間
祖父は河内源氏嫡流であった源義忠、祖母は伊勢平氏であり、源平合戦と呼ばれた時代に源家・平家両氏と縁があった。父の経国は父方の一族源義朝に従って保元の乱に参陣しているが、盛経が平治の乱や源頼朝の挙兵の際にどのような行動をとったかは定かではない。
一部の史料では、従兄弟の子（父の弟である源忠宗の孫）で平家の侍大将飯富季貞に従い、一族（祖父の源義忠の弟である源義時の子）で先祖伝来の河内国石川荘の地を継承した石川源氏の源義基らを討伐したとされる。治承・寿永の乱では、倶利伽羅峠での戦いか、続く篠原の戦いで討ち死にしたという記録もあるが、壇ノ浦の戦いで捕らえられたともいう。
稲沢小源太の由来は稲沢は領地の地名というが、その所在は明らかでない。また、一部の史料では河内判官という号が見えるが、父の経国、祖父の義忠も同じ号を持っていることから襲名したか誤伝と思われ、官位との関係はないと思われる。北面武士であったという記録もある。確認できる官位は従六位下兵庫大允のみであり、多くの史料には「散位」と官職は記されていない。
盛経の子らの活動は不明な部分が多く、歴史の表舞台に現われるほどの存在ではなく没落していったものと思われる。ただ、経忠の子孫という野長瀬氏のみ、鎌倉時代末期になって歴史の表舞台に現われている。